# Micranthocereus dolichospermaticus
Micranthocereus dolichospermaticus är en kaktusväxtart som först beskrevs av Albert Frederik Hendrik Buining och Brederoo, och fick sitt nu gällande namn av Friedrich Ritter. Micranthocereus dolichospermaticus ingår i släktet Micranthocereus och familjen kaktusväxter. Inga underarter finns listade i Catalogue of Life.